# Eriochloa distachya
Eriochloa distachya är en gräsart som beskrevs av Carl Sigismund Kunth. Eriochloa distachya ingår i släktet Eriochloa och familjen gräs. Inga underarter finns listade i Catalogue of Life.